# Jagdschloss Lichtenwald

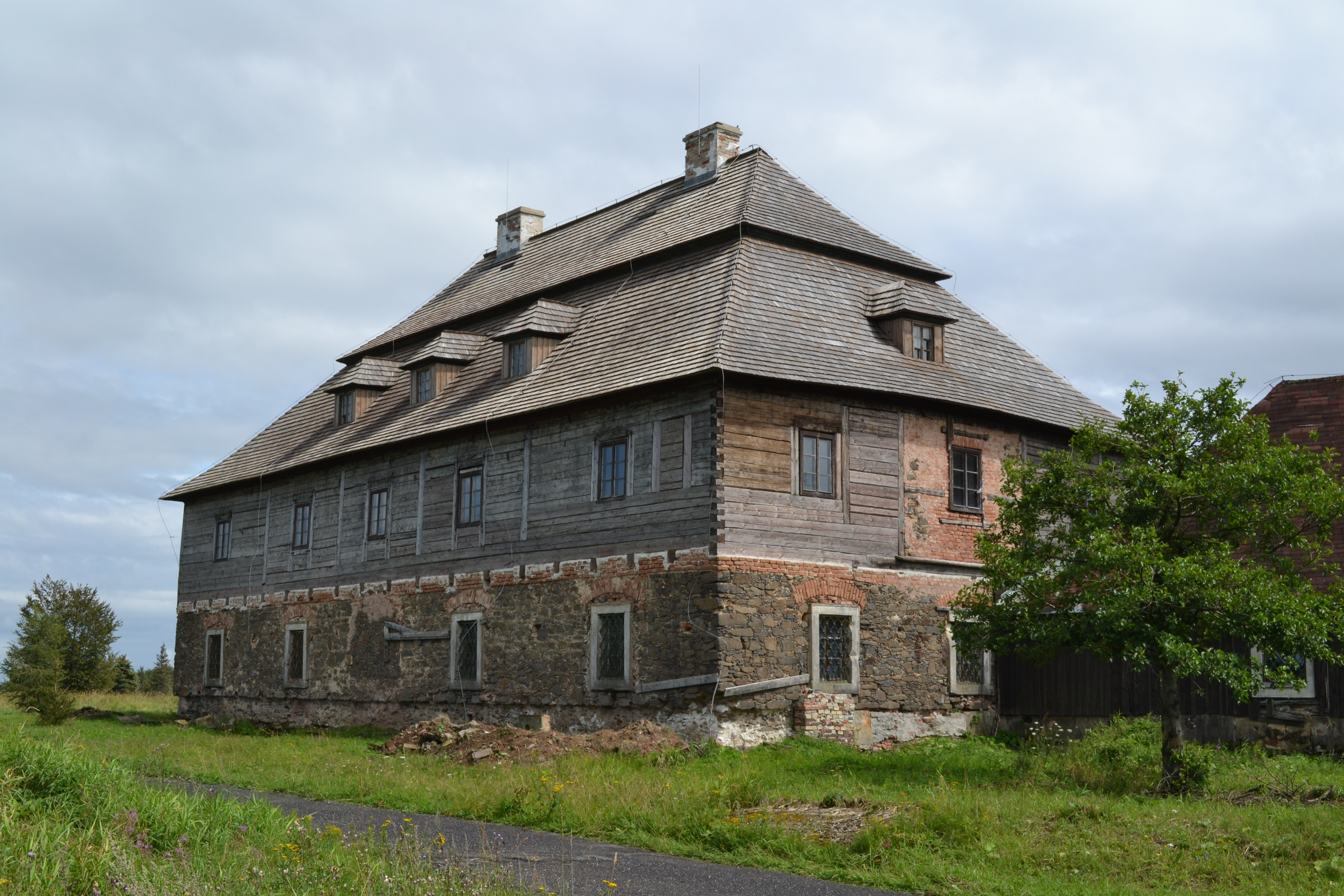
Jagdschloss Lichtenwald

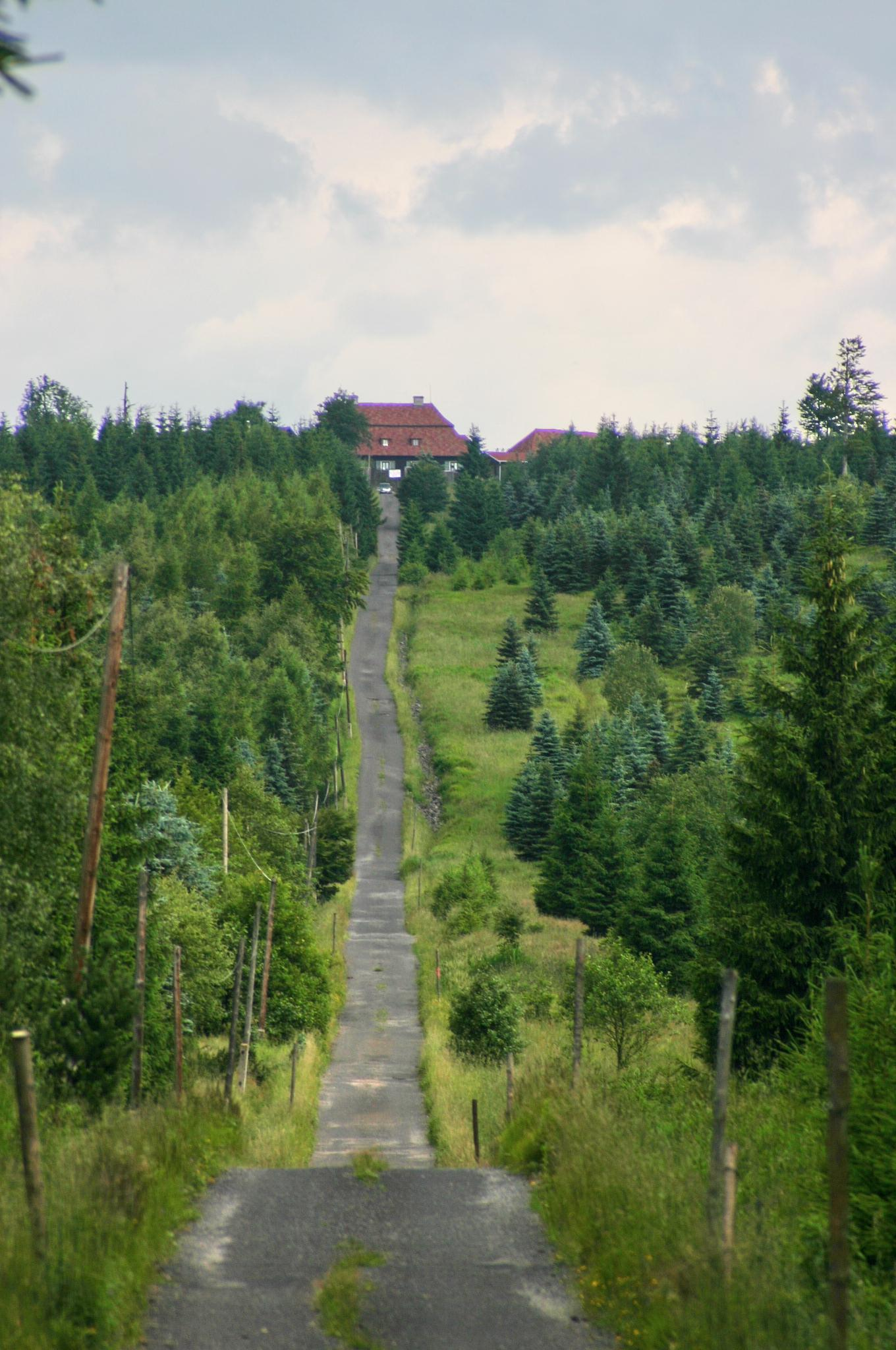
Ehemalige Schlossallee

Das Jagdschloss Lichtenwald (tschechisch Zámeček Lichtenvald, auf alten Karten auch als Lichtenwaldstein bzw. Lichtwallenstein bezeichnet) befindet sich südlich von Český Jiřetín auf dem Gipfel des Bradáčov (876 m) im Erzgebirge, Tschechien. 

## Geschichte

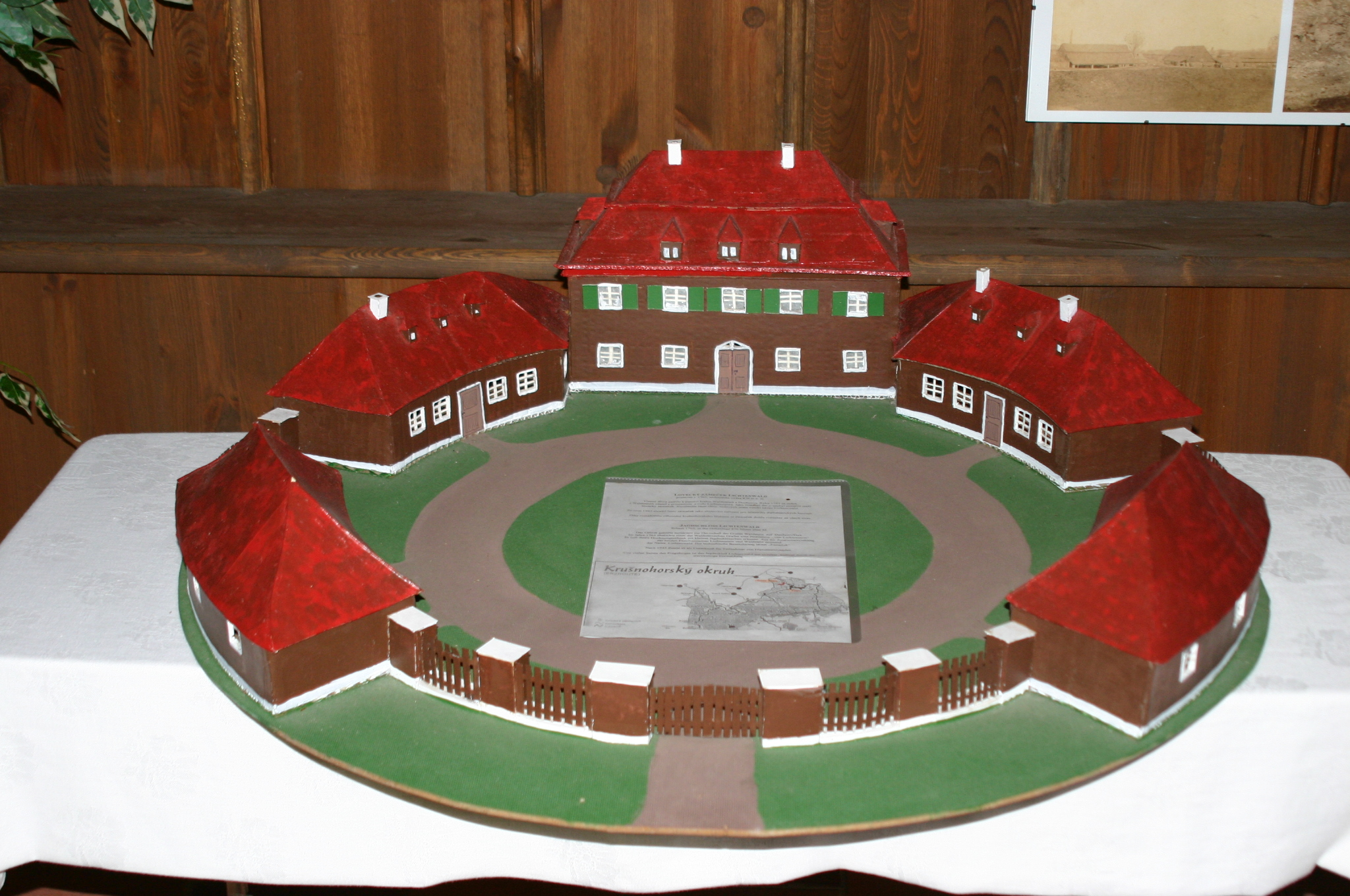
Modell des Jagdschlosses

Emanuel Filibert von Waldstein ließ es für seine Frau, die Prinzessin Marie Anna Theresia von Liechtenstein (1738–1814), durch J. M. Rüttig aus Bílina (Bilin) im Jahr 1761 bis 1767 erbauen. Die einzelnen Gebäude bilden einen Kreis, der sich aus Barockschlösschen, Forsthaus, Pförtnerhaus, den Ställen und Wagenschuppen bildet, und sie bestehen sichtbar aus Holz. Nach Südosten führte eine schnurgerade Allee zum Forsthaus Jiřík (Georgshöhe) am Wieselstein. Auf dem Gelände wurden im Jahre 1848 unter anderem Wapiti-Hirsche gezüchtet. Das gesamte Objekt, heute 1980 Hektar groß, wurde 1923 vom tschechischen Staat übernommen.
Die Gebäude sind heute nicht zugänglich, wurden zum Teil von der Forstverwaltung als Lagerräume genutzt und äußerlich restauriert.